# Nine to Five
Nine to Five (bra: Como Eliminar Seu Chefe), às vezes estilizado como 9 to 5, é um filme estadunidense de 1980, do gênero comédia, dirigido por Colin Higgins, com roteiro dele e de Patricia Resnick.

## Sinopse
Três assistentes de um escritório resolvem se vingar de seu chefe, que as explora e maltrata. O plano é prendê-lo em casa enquanto tomam o controle do escritório — fato que eleva a produtividade. O problema é: e quando ele voltar?

## Elenco
- Jane Fonda  — Judy Bernly
- Lily Tomlin — Violet Newstead
- Dolly Parton — Doralee Rhodes
- Dabney Coleman — Franklin M. Hart Jr.
- Sterling Hayden — Russell Tinsworthy
- Marian Mercer — Missy Hart
- Elizabeth Wilson — Roz Keith
- Henry Jones — Sr. Hinkle
- Peggy Pope — Margaret Foster
- Lawrence Pressman — Dick Bernly
- Roxanna Bonilla-Giannini — Maria Delgado